# Ana Vasconcelos Martins
Ana Vasconcelos Martins (Terceira, 14 de março de 1985) é uma jurista, cientista política e política portuguesa que foi eleita eurodeputada em 2024.

## Biografia

### Vida pessoal
Ana Vasconcelos Martins nasceu na ilha Terceira em 1985, tendo vivido em Lisboa a partir dos 7 anos. Divide agora a sua vida entre Lisboa e Bruxelas.

#### Academia

##### Universidade Católica Portuguesa
Martins estudou Direito e Ciência Política na Universidade Católica Portuguesa (UCP) e foi uma assistente de investigação e gestora de publicações no Instituto de Estudos Políticos da UCP.

##### Universidade de Oxford
Na Universidade de Oxford integrou o mestrado em Teoria Política no St Antony's College com particular ênfase nos limite democráticos dos poderes políticos na Era Digital. Como investigadora associada do Programa Dahrendorf em Oxford, contribuiu para o projeto Histórias da Europa, cujo podcast ela também geria e era co-anfitriã. Foi investigadora da rede Europaeum, tendo pesquisado sobre percepções da participação democrática e de pertença à União Europeia.

### Política

#### Entrada na Política
Foi cabeça de lista pela Iniciativa Liberal (IL), enquanto independente, pelo círculo eleitoral dos Açores nas eleições legislativas de 2019. Após a filiação na IL foi, de 2023 a 2025, vice-presidente durante o primeiro mandato de Rui Rocha à frente da Comissão Executiva. Durante este período liderou o gabinete de estudos políticos do partido, o ILab.

#### Parlamento Europeu
Em 2019 foi candidata independente no 4º lugar da lista da IL às eleições Europeias desse ano. Nas eleições seguintes em 2024 foi eleita, como 2º nome da lista, como eurodeputada juntamente com o cabeça de lista João Cotrim Figueiredo. Uma vez que o partido de Ana Vasconcelos Martins faz parte da Aliança dos Liberais e Democratas pela Europa, ela faz parte do grupo parlamentar Renovar a Europa no Parlamento Europeu (PE).

##### Comités do PE e Delegações parlamentares
É membro efetivo da Comissão Parlamentar permanente de Ambiente, Clima e Segurança Alimentar assim como da Delegação parlamentar ao Comité Parlamentar conjunto UE-Chile e da Delegação parlamentar à Assembleia Parlamentar Euro/Latino-Americana. É também membro do Painel para o Futuro da Ciência e Tecnologia e membro substituto da Comissão Parlamentar de Transportes e Turismo.